# Quello che amo di te
Quello che amo di te (Ten Things I Love About You) è un romanzo della scrittrice americana Julia Quinn pubblicato nel 2010. Il romanzo appartiene alla saga nota come Bevelstoke.

## Trama
Nel romanzo, la vivace Annabel Winslow, famosa per il suo spirito indipendente e per non avere paura di esprimere la propria opinione (anzi, la sua famiglia le ha persino conferito il titolo informale di "più propensa a parlare"), si trova invischiata in una complicata faccenda d'amore e intrighi familiari. Dall'altra parte c'è Sebastian Grey, un affascinante mascalzone con un segreto che potrebbe cambiare il corso della sua vita: se suo zio, l'Earl di Newbury, dovesse morire senza lasciare un erede, lui erediterebbe l'intero patrimonio familiare. Ma l'Earl, che disprezza Sebastian, è disposto a tutto pur di impedirgli di ottenere ciò che gli spetta. Convinto che Annabel rappresenti la soluzione ai suoi problemi – forse come strumento per mettere in difficoltà il nipote ribelle – l'Earl spinge la giovane a considerare un matrimonio che lei trova del tutto inaccettabile, soprattutto dopo aver appreso che lui, in passato, aveva avuto una relazione con sua nonna. Tra malintesi, situazioni esilaranti e colpi di scena tanto sorprendenti quanto deliziosi, Annabel e Sebastian si ritrovano coinvolti in un intricato gioco di seduzione e rivalità che, contro ogni previsione, li conduce verso un lieto fine in cui l'amore vero e sincero trionfa su tutte le convenzioni sociali.

## Edizioni
- Julia Quinn, Quello che amo di te. Bevelstoke, Mondadori, 2010, ISBN 9788835728146.